# والنات کریک سی‌دی‌رام
والنات کریک سی‌دی‌رام (به انگلیسی: Walnut Creek CDROM) یکی از اولین شرکت‌هایی بود که نرم‌افزارهای آزاد و رایگان‌افزارها را بر روی دیسک‌های سی‌دی‌رام عرضه می‌کرد. این شرکت در سال ۱۹۹۱ توسط باب بروس (به انگلیسی: Bob Bruce) بنیان نهاده شد و یکی از اولین توزیع‌کنندگان تجاری نرم‌افزارهای آزاد بر روی سی‌دی‌رام بود. این شرکت صدها عنوان محصول بر روی این دیسک‌ها عرضه می‌کرد و برای سال‌ها یکی از شلوغ‌ترین سرویس‌دهنده‌های اف‌تی‌پی در اینترنت در آدرس ftp.cdrom.com را در اختیار داشت. در سال‌های اولیه، از جمله محبوب‌ترین محصولات این شرکت، آرشیوهایی از نرم‌افزارهای رایگان و اشتراکی از جمله سیمتل برای سیستم‌عامل داس، CICA برای مایکروسافت ویندوز و آمینت برای آمیگا بود. در ژانویه ۱۹۹۴، این شرکت مجموعه‌ای حدود ۳۵۰ کتاب از پروژه گوتنبرگ را منتشر کرد که از جمله اولین مجموعه کتاب‌های الکترونیکی منتشر شده محسوب می‌شود. این شرکت از همان روزهای اول آغاز بکار پروژه فری‌بی‌اس‌دی رابطه نزدیکی با این پروژه داشت. والنات کریک سی‌دی‌رام فری‌بی‌اس‌دی را بر روی سی‌دی‌رام عرضه می‌کرد و به فروش می‌رساند، آن را از طریق اف‌تی‌پی توزیع می‌کرد، دو تا از بنیان‌گذاران فری‌بی‌اس‌دی به نام‌های دیوید گرینمن و جردن هابارد را استخدام کرد، کتاب‌های مرتبط با فری‌بی‌اس‌دی از جمله کتاب The Complete FreeBSD نوشته گرگ لهی را چاپ می‌کرد و حامی مالی کنفرانس‌های مرتبط با فری‌بی‌اس‌دی بود. بر طبق گفته بروس، فری‌بی‌اس‌دی تبدیل به موفق‌ترین محصول این شرکت شد. همچنین والنات کریک سی‌دی‌رام از سال ۱۹۹۵ به بعد توزیع‌کننده رسمی سیستم‌عامل اسلکور لینوکس بود.
همچنان که کاربران بیشتری به اینترنت پر سرعت دسترسی پیدا می‌کردند، احتیاج به وجود نرم‌افزار بر روی دیسک‌های سی‌دی‌رام و رسانه‌های فیزیکی به شدت کاهش پیدا کرد. در سال ۲۰۰۰ شرکت والنات کریگ سی‌دی‌رام و شرکت برکلی سافتور دیزاین (BSDi) با هم ادغام شدند تا تمرکز خود را بیشتر معطوف فری‌بی‌اس‌دی و بی‌اس‌دی/اواس بدارند. در سال ۲۰۰۱، شرکتی به نام وایند ریور سیستمز سرمایه‌های نرم‌افزاری بی‌اس‌دی‌آی از جمله بی‌اس‌دی/اواس، فری‌بی‌اس‌دی و اسلکور را خریداری کرد و باقی‌مانده شرکت به iXsystems تغییر نام یافت. وایند ریور خیلی زود پشتیبانی از اسلکور را قطع کرد و در سال ۲۰۰۲ هم بخش مربوط به فری‌بی‌اس‌دی، به یک نهاد مجزا تحت عنوان فری‌بی‌اس‌دی مال (به انگلیسی: FreeBSD Mall, Inc.) تبدیل شد. وایند ریورز در سال ۲۰۰۳ پشتیبانی از بی‌اس‌دی/اواس را قطع کرد، با این حال برخی از تکنولوژی‌های این سیستم که انحصاری بودند، به جامعه متن‌باز بی‌اس‌دی اهدا شدند در فوریه ۲۰۰۷ شرکت iXsystems شرکت FreeBSD Mall را خریداری کرد. آدرس وب‌سایت والنات کریگ سی‌دی‌رام که https://web.archive.org/web/20130309192806/http://www.cdrom.com/ بود، برای مدتی به Simtel.net تغییر مسیر داده می‌شد، اما هم‌اکنون هر دو سایت غیر فعال هستند.